# Jean Lannes
Jean Lannes, hertig av Montebello, född 10 april 1769 i Lectoure i departementet Gers, död 31 maj 1809 i Wien i Österrike, var en fransk militär. Napoleon utnämnde honom till marskalk av Frankrike 1804. Han var gift med Louise de Montebello och far till Louis Napoléon Lannes.

## Franska revolutionskrigen
Lannes lärde först färgaryrket, ingick 1792 i armén som frivillig och vann snabb befordran under Napoleon Bonapartes italienska fälttåg. Han utnämndes till brigadgeneral vid stormningen av Pavia 1796 och deltog med utmärkelse i belägringen av Mantua och i slaget vid Arcola samma år. 1798 följde han Bonaparte till Egypten, och 1799 hjälpte han denne vid statskuppen 18 brumaire år VIII (9 november), då Bonaparte störtade direktoriet och blev förste konsul. 1800 förde Lannes avantgardet över Alperna, segrade 9 juni vid Montebello och hade väsentlig andel i segern vid Marengo.

## Napoleonkrigen
Lannes blev marskalk av Frankrike 1804, och 1805 fick han befälet över V armékåren och deltog med denna i fälttåget mot Österrike samma år, under vilket han verksamt tog del i slaget vid Austerlitz. I kriget med Preussen 1806 besegrade han prins Ludvig Ferdinand vid Saalfeld 10 oktober och utkämpade med Levin August von Bennigsen den oavgjorda striden vid Pułtusk 28 december, vid vilken han sårades svårt. Efter några månaders sjukdom deltog Lannes i slaget vid Friedland 14 juni 1807. 1808 sändes han till Spanien, där han segrade vid Tudela 22 november 1808, varefter han upphöjdes till hertig av Montebello. Under fälttåget mot Österrike 1809 krossade en kanonkula hans båda ben i slaget vid Aspern 22 maj, och efter amputationen avled "franska arméns Ajax", "le Roland moderne", 31 maj i Wien.
Efter hans död sade Napoleon om honom: "Lannes tapperhet var större än hans förnuft, men förnuftet vaknade till liv varje dag för att återställa balansen. Jag fann honom som pygmé, men förlorade honom som jätte".
Lannes grav finns i Panthéon. Hans hjärta finns dock på Montmartrekyrkogården.

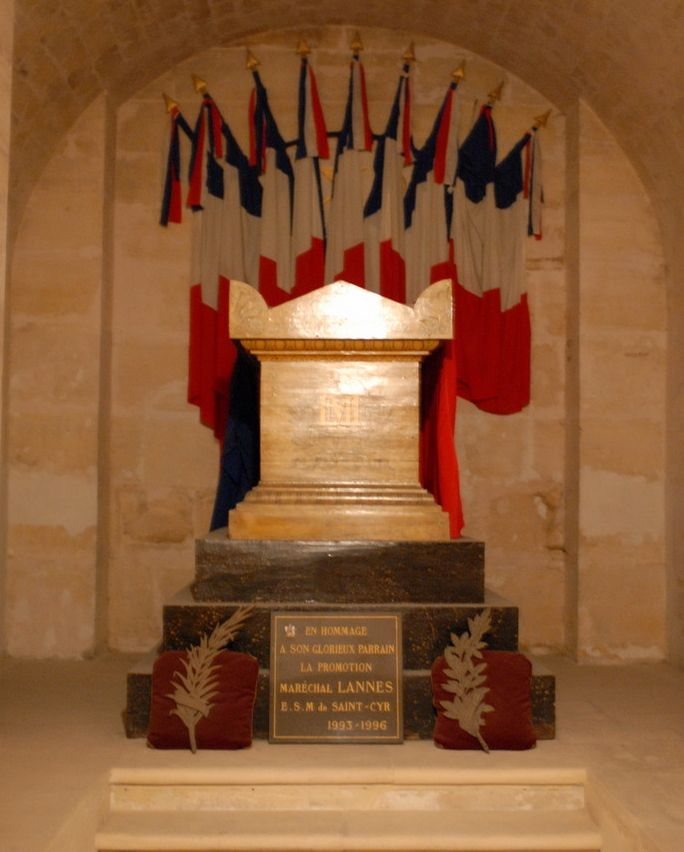
Lannes grav i Panthéon.